# Nillbach
Der Nillbach (in älteren Karten noch Nilbach) durchfließt das Gebiet der Gemeinde Virgen (Osttirol) in der Venedigergruppe auf der Südseite des Alpenhauptkamms und ist ein linker Zufluss der Isel.

## Verlauf
Der Nillbach entspringt zwischen Kuhhaut, Hohem Eichham und Niederem Eichham am Nillkees (ein kleiner Gletscher). Er stürzt in der Folge steil nach Süden ab und fließt an der Großen Nillalm vorbei, wo er einen weiteren Quellfluss aufnimmt, der zwischen Säulkopf und Rauhkopf entspringt. In der Folge fließt er weiter nach Süden durch das teilweise bewaldete Große Nilltal, wobei er unterhalb der Waldgrenze nach Südosten schwenkt und in rund 1500 m ü. A. linksseitig den Kleinen Nillbach – aus dem Kleinen Nilltal kommend – aufnimmt. Danach durchfließt er in südlicher Richtung die Ortschaften von Obermauern und Niedermauern und mündet weiter südlich in die Isel.

## Geschichte
Hochwässer am Nillbach führten in der Geschichte immer wieder zu hohe Schäden in den Ortschaften Ober- und Niedermauern. Im Jahr 1945 zerstörte der Nillbach beispielsweise zwei Wohnhäuser sowie alle Brücken und Mühlen. Der Bach wurde daher in den späten 1940er Jahren sukzessive durch Wildbachverbauungen gesichert.

## Energiewirtschaftliche Nutzung
Das Kraftwerk Nilbach wurde am 26. Oktober 2007 in Betrieb genommen. Mittels einer 585 Meter langen Druckrohrleitung wird dem Kraftwerk durch Ausleitung Wasser mit einer Nettofallhöhe von 103 Metern zugeführt, wobei die Ausbauwassermenge 350 Liter pro Sekunde und das Regelarbeitsvermögen rund 1,2 Mio. kWh beträgt. Die Energiegewinnung erfolgt mittels vierdüsiger Pelton-Turbine.